# عمارت سوخته
عمارت سوخته مربوط به اواخر دوره قاجار - دوره پهلوی است و در همدان، خیابان فرهنگ واقع شده و این اثر در تاریخ ۲۵ اسفند ۱۳۸۰ با شمارهٔ ثبت ۵۰۴۵ به‌عنوان یکی از آثار ملی ایران به ثبت رسیده است.